# Bert Errol
Isaac Whitehouse (Birmingham, 11 de agosto de 1883-Brighton, 28 de noviembre de 1949), de nombre artístico Bert Errol, fue un cantante e imitador femenino británico, popular tanto en Gran Bretaña como en los Estados Unidos.

## Biografía
Desde los 18 años, trabajó en salas de música y fiestas con concierto, y en los Minstrels de Harry Reynolds, exclusivamente masculinos, antes de hacer su primera aparición en Londres, en 1908, anunciado como «The Famous Male Soprano and Double-Voiced Vocalist» [El famoso soprano masculino y vocalista a dos voces]. Su actuación incluía parodias de estrellas de la comedia musical, así como de personalidades inventadas.
Visitó los Estados Unidos por primera vez en 1910, cuando se hizo público que había pagado 1000$ en arancel de aduana por sus vestidos, muchos de los cuales se los había comprado a Henry Paget, el Marqués de Anglesey. Regresó a los EE. UU. varias veces, recibiendo buenas críticas y realizó giras en los circuitos de vodevil de los teatros Orpheum y Keith, y también realizó giras por Europa, Australia, Nueva Zelanda, Sudáfrica y Canadá. Se decía que tenía una «voz tetrazzini», que iba desde el tenor al falsete. Siempre aparecía en escena con su esposa, Ray Hartley, a quien presentaba en el escenario, «por temor a cualquier sospecha de homosexualidad», y que le asistía con sus rápidos cambios de vestuario.
En años posteriores, desarrolló el lado más comédico de su actuación y se hizo conocido en Gran Bretaña por sus actuaciones como una dama de pantomima. En 1935 participó en la pantomima Cenicienta en la radio de la BBC, y fue descrito como «uno de los mejores imitadores femeninos de los tiempos modernos, que debe haber tocado en casi todos los music-hall del país».
Falleció en Brighton, el 28 de noviembre de 1949, a los 66 años.